# Araneus dimidiatus
Araneus dimidiatus là một loài nhện trong họ Araneidae.
Loài này thuộc chi Araneus. Araneus dimidiatus được Ludwig Carl Christian Koch miêu tả năm 1871.